# Antonello capobrigante calabrese

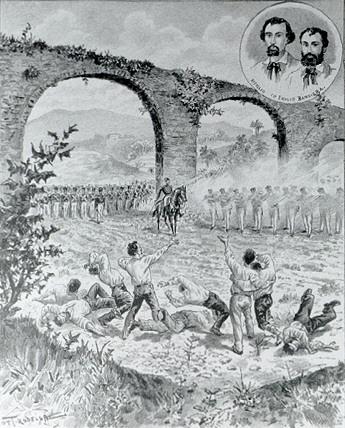
Esecuzione dei fratelli Bandiera

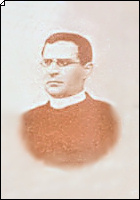
Vincenzo Padula

Antonello capobrigante calabrese è un dramma in cinque atti scritto da Vincenzo Padula attorno al 1850 e pubblicato per la prima volta nel 1864.

## Storia
"Antonello capobrigante calabrese" è un dramma in cinque atti, ambientato in Sila all'epoca della sfortunata impresa dei Fratelli Bandiera (1844), scritto da Vincenzo Padula nel 1850 e pubblicato la prima volta nel 1864, col titolo "Antonello capo-brigante", in appendice al giornale Il Bruzio diretto dallo stesso Padula. Il titolo "Antonello capobrigante calabrese" già compare nella raccolta antologica "Prose giornalistiche" curata dallo stesso Padula nel 1878; il dramma era pubblicato integralmente, presentava modifiche minori rispetto all'edizione del 1864, ed era provvisto di una Introduzione e di note finali. Il testo è stato pubblicato più volte anche nella seconda metà del XX secolo; tuttavia è stato rappresentato raramente. Si ricordano una messa in scena per il Teatro Stabile di Torino nel 1960, una messa in scena con la regia di Roberto Guicciardini per il Teatro Stabile di Cosenza nel 1982, edizione ripresa anche dalla RAI. Il dramma è stato rappresentato nel 1980 anche dalla Compagnia G.a.m.m.a. di Oppido Mamertina con la regia di Franco Negrini e attori non professionisti.

### Film
Nel 1964 la vicenda venne trasposta in un film per la TV con la regia di Ottavio Spadaro, interpretato da Aldo Giuffré, Valeria Valeri, Alberto Lupo, trasmesso l'8 luglio 1964.

## Trama
- Atto I. La vicenda si svolge nell'estate del 1844. Antonello, un brigante il cui covo è a Macchiasacra, una località della Sila, riceve una lettera dai Fratelli Bandiera imprigionati a Cosenza in attesa di essere giustiziati dopo il fallimento della loro azione politica: i patrioti, a cui Antonello aveva offerto aiuto per un tentativo di evasione, rifiutano l'appoggio dei briganti in quanto gli ideali dei patrioti sono incompatibili con la violenza di questi ultimi. Giunge a Macchiasacra Giuseppe, un bracciante, il quale chiede di unirsi alla banda di Antonello chiedendo in cambio aiuto per vendicarsi di Brunetti, un ricco e prepotente possidente terriero filoborbonico che aveva violentato Maria, la giovane moglie di Giuseppe, e procurato la morte del loro unico figlio. Per la vergogna, Maria aveva chiesto a Giuseppe di ucciderla, e il marito aveva esaudito la richiesta.
- Atto II. L'azione si svolge in un paese nei pressi di Cosenza, nell'abitazione della famiglia Brunetti. Antonello ha ordinato il rapimento di Brunetti per aiutare Giuseppe nella sua vendetta, più che per desiderio del danaro del riscatto. Il rapimento viene eseguito grazie alla complicità di Rosa, cameriera in casa Brunetti e fidanzata a Don Peppe, uno dei briganti di Antonello. Davanti ai malviventi, la signora Brunetti appare una donna gentile e di sentimenti liberali; Luigino, il figlio, un adolescente timido e inerme; Brunetti è invece un uomo grossolano che, all'arrivo dei banditi, non esista a indicare nella moglie e nel figlio obiettivi più convenienti per i rapitori. I briganti rapiscono infine Brunetti e il figlio adolescente Luigino.
- Atto III. L'azione si svolge nuovamente al covo di Antonello a Macchiasacra, dove sono stati condotti Brunetti e Luigino. Giungono Don Peppe, latore di 4000 ducati che la signora Brunetti ha racimolato per il riscatto del marito. Giungono anche alcuni appartenenti alle forze dell'ordine (il maresciallo ed una guardia civica) che, complici dei banditi, vogliono ottenere anch'essi una parte del riscatto. Antonello consegna Brunetti a Giuseppe affinché quest'ultimo possa vendicarsi. Brunetti cerca di convincere il bracciante a vendicarsi stuprando la propria moglie e uccidendo, al suo posto, il proprio figlio Luigino. Giuseppe uccide Brunetti.
- Atto IV. La vedova di Brunetti giunge a Macchiasacra per riprendersi il figlio. Giuseppe vuole tuttavia continuare con la sua vendetta manifestando l'intenzione di uccidere Luigino, per pareggiare la morte del proprio figlio, e di stuprare la signora Brunetti, per vendicare l'oltraggio subito dalla moglie Maria. I briganti disapprovano questi propositi, ma non possono impedirli essendo vincolati dalla promessa, fatta a suo tempo a Giuseppe, che gli avrebbero prestato aiuto nella sua vendetta. Giunge a Macchiasacra un cappuccino, Padr'Antonio, accompagnato da Rosa, una medium posseduta dallo spirito di Maria. Attraverso Rosa, Maria rimprovera Giuseppe della propria uccisione; poi lo bacia provocandone immediatamente la morte. La signora e Luigino sono salvi. Giungono il maresciallo e la guardia civica i quali annunciano ad Antonello e ai briganti che il Re darà loro la grazia purché si consegnino all'intendente di Cosenza.
- Atto V. Antonello e la sua banda, ingannati dalle false promesse del maresciallo e della guardia civica, si sono consegnati alle autorità borboniche; ma sono stati condannati a morte e rinchiusi nel carcere di Cosenza assieme a Pacchione, un pittore dell'Italia settentrionale che ha partecipato alla spedizione dei fratelli Bandiera. Antonello ribadisce a Pacchione la sua ammirazione per i fratelli Bandiera. I briganti vengono poi tutti prelevati e giustiziati[12]. Pacchione, sentendo i colpi di archibugio che hanno spento Antonello e i suoi briganti, si rivolge all'intendente di Cosenza con la sentenza finale: «Signore Intendente, il governo dei Borboni vive di tradimento, e, stampatevelo nella memoria, di tradimento morrà».

## Critica
Più che la vicenda, ultima espressione del romanticismo di Padula, il dramma rappresenta una forma di indiretta polemica sociale e politica. Sono frequenti i riferimenti ai problemi sociali ancora vivi nella Calabria postunitaria: il latifondo, la sorte delle terre demaniali usurpate dai latifondisti, il brigantaggio. Nella sua percezione dei disastrosi effetti sull'economia calabrese dell'annessione del Regno delle Due Sicilie, Padula si convince che
(Vincenzo Padula, Antonello capobrigante calabrese : dramma in cinque atti; a cura di Fausto Gullo, Milano : Universale Economica, 1952, nota IX)
Padula attribuisce il fiorire del brigantaggio ai problemi sociali non risolti dallo stato borbonico quali il destino delle terre demaniali. Il brigante Antonello, il protagonista del dramma, viene considerato portavoce delle idee politiche di Padula, sebbene l'autore non riconosca al brigantaggio nessun valore positivo.